# Astragalus baotouensis
Astragalus baotouensis es una especie de planta del género Astragalus, de la familia de las leguminosas, orden Fabales.
Fue descrita científicamente por H. C. Fu.